# 夜晚還年輕
《夜晚還年輕》（英語：Tangerine）是一部於2015年上映的美國喜劇劇情片，由西恩·貝克執導、監製、編劇、攝影和剪輯。主要由貝克以三支iPhone 5S拍攝完成。電影於2015年1月23日在日舞影展上獲選為参賽片，2015年7月10日在美國的限定地區發行。本片描述跨性別性工作者仙蒂出獄後發現馬伕男友出軌，而在一日內尋找其男友的故事。

## 劇情
在街上討生活的仙蒂，發現男友趁她被警察拘留時，竟背著她出軌，讓她怒不可抑。仙蒂拉著好姐妹亞莉珊卓，想把事情弄個水落石出，但亞莉珊卓卻心繫著自己今晚要在酒吧登台演唱的事，而暴走的仙蒂也讓這個夜晚漸漸失控...。

## 演員
- Kitana Kiki Rodriguez 飾 Sin-Dee Rella
- Mya Taylor 飾 Alexandra
- James Ransone 飾 Chester
- Mickey O'Hagan 飾 Dinah
- Karren Karagulian 飾 Razmik
- Alla Tumanian 飾 Ashken
- Luiza Nersisyan 飾 Yeva
- Arsen Grigoryan 飾 Karo
- Ian Edwards 飾 Nash
- Clu Gulager 飾 the Cherokee
- Ana Foxx 飾 Selena
- Chelcie Lynn 飾 Madam Jillian

## 評價
爛番茄新鮮度96%，Metacritic得分85，獲得一致好評。《時代雜誌》2022年6月公佈的「16部必看LBGTQ題材電影」中，本片榜上有名。同年11月在爛番茄發表的「有史以來最佳聖誕節電影」排行榜位居第2名。

## 外部連結
- 官方网站
- 互联网电影数据库（IMDb）上《夜晚還年輕》的资料（英文）
- Box Office Mojo上《夜晚還年輕》的資料（英文）
- 爛番茄上《夜晚還年輕》的資料（英文）
- Metacritic上《夜晚還年輕》的資料（英文）